# Magyar történelmi arcképek
A Magyar történelmi arcképek (németül Historische Ungarische Bildnisse) Liszt Ferenc S.205-ös műjegyzékszámú zongoradarab-sorozata, amelyben a komponista a magyar történelem és kultúra néhány jelentős alakjának (sorrendben Széchenyi István, Eötvös József, Vörösmarty Mihály, Teleki László, Deák Ferenc, Petőfi Sándor, Mosonyi Mihály) a zenei arcképét festette meg.

## A mű születése
Liszt Ferenc e címen összefoglalt zongoradarabjainak a születési ideje között meglehetősen hosszú idő telt el. A záródarab, Mosonyi gyászmenete címen már Mosonyi Mihály halála után, 1870-ben kész volt. Ugyanígy a Petőfi is kész volt, 1874-ben Jókai Mór A holt költő szerelme címen előadott melodrámája zongorakíséreteként hangzott el, majd 1877-ben Petőfi címen már önálló zongoradarab volt. Az, hogy egy ilyen sorozatot készítsen, 1885-ben merült fel Lisztben. „Ön a buddhizmusban úszik, én pedig a magyarizmusban merülök el zeneileg, hat vagy hét történeti arcképpel” – írta Carolyne Wittgensteinnek, amikor beszámolt munkájáról. Egy másik levélben 1855 februárjában is arról számolt be, hogy magyar zenével foglalkozik, és több darab mellett megemlített egy „nagyon magyar Gyászindulót”, ennek átdolgozása lett a Teleki című darab.
Liszt a zongorasorozatával egy magyar panteont akart állítani az általa nagyra tartott magyaroknak. Mind a hetükhöz fűzte valamiféle kapcsolat – még ha Petőfi esetén némileg közvetett is ez a kapcsolat. A sorkatona költőt komolyan megbüntették a katonaságnál, amikor engedély nélkül vett részt Liszt 1840. február 18-ai soproni hangversenyén. Széchenyi Istvánt nagyra becsülte, és viszont. Széchenyi például ezt jegyezte fel naplójába 1846. március 22-én: „Liszt nagyon jó hozzám. Felette rokonszenvezem vele.” Eötvös Józsefhez bensőséges kapcsolat fűzte: családjával együtt szűkebb baráti köréhez tartozott. Vörösmarty ódában köszöntötte Lisztet, amit ő a Hungaria című szimfonikus költeménnyel viszonzott. Teleki Lászlót úgy jellemezte Marie d’Agoult-nak írt levelében, mint „a szép magyar jellem tökéletes megtestesítője”. Deák Ferenccel 1870 decemberében találkozott, aki tisztelettel fogadta. „Ma délelőtt viziteltem először Deáknál […] Nagyon pozitív módon biztosított, hogy itt tartanak – nem az én kedvemért, hanem az ország dicsőségéért!” – írta a találkozó kapcsán. Mosonyi Mihállyal is kölcsönös volt a tisztelet; Mosonyi Liszt odaadó hívének számított, aki számos eredeti dallam felkutatásával segítette a Szent Erzsébet legendája kompozíciós munkáját.
1885. június 8-án írt levelében már a gyakorlatilag kész sorozatról értesítette pesti kiadóját, Táborszky Ferdinándot: „Július elején, Weimarból, kap néhány rövid magyar zongoradarabot, amelyeket később majd meghangszerelek. Címük…” A hetedik darab nem szerepelt a felsorolásban, de erről is írt: „7. számként „Mosonyi gyászmenete”, amely ugyancsak megvan Önöknél 15 éve…. Kiváló és jellemes barátunkról, Mosonyiról, mint kitűnő muzsikusról sem szabad megfeledkeznünk.” A művet ennek ellenére nem adták ki Liszt életében, sőt erre csak halála után hetven évvel került sor: 1956-ban, az Új Zenei Szemle folyóirat mellékleteként, Szelényi István gondozásában jelent meg. A Liszt által említett hangszerelés tulajdonképpen nem valósult meg.

## A zene
Liszt sorozatát, miként általában a késői műveit, értetlenül fogadta a közönség, a kritika és a zenész társadalom. Ezek a darabok, annak ellenére, hogy nevesített címük van, mégsem személyes portrék, sokkal inkább valamiféle életérzés, mély gyász és keserűség kap hangot bennük. Meglepő, hogy ezeket a visszafogott, egyszólamúvá csendesített, szinte zongoraszerűtlenül puritán alig-dallamokat ugyanaz a zongorista–zeneszerző komponálta, aki korábban a látványos, a közönség kegyeit kereső virtuóz zongoradarabjairól és játékáról volt híres.
A ciklus egyes darabjai különbözők, amit születésük eltérő időpontja is indokolhat, de mégis, mindegyik magyar hangnemű és magyar ritmusú sirató, és Liszt egységes sorozattá foglalta össze őket, mégpedig a minden darabban jelen lévő kürtszignál-féle motívummal. A Deák című kompozíció egyenesen ezzel a motívummal indul. A leginkább a többitől különböző darab a hetedik, amely 1870-ben, Mosonyi Mihály halála után készült, akkor a Mosonyi gyászmenete címet kapta. Ez a darab sokkal inkább hangszerszerű, zenei anyaga, hangzásvilága gazdagabb, „mutatósabb”, mint a többié. A Petőfi is régebben volt kész, amely eredetileg a Holt költő szerelme című melodrámában, Jókai költeményének kísérőzenéje volt. Liszt ebből a változatból dolgozta be a ciklusba. Egyetlen darab van, amelyiknek konkrét, személyre vonatkozó jellege van, a Vörösmarty, amelyben ha közvetve is, a Szózatra utal, Egressy Béni dallamának (Liszt Vörösmarty-nótának nevezte) háromütemnyi („A nagyvilágon e kívül”) részével. A többi darab mind 1885-ből való. Közülük három, az Eötvös, a Deák és a Széchenyi közeli variánsok. Oldottabb, lírai hang azonban csak az Eötvösben található. A Teleki című gyászinduló sokkal teltebb hangzású, sűrűbb szövetű, és természetesen ebben is megjelenik a „magyar vagy cigány moll”, amelybe – sajátos módon – Liszt Mosonyi Gyászódájából vesz át motívumot. A ciklusról Kovács Sándor zenetörténész összefoglalóan ezt állapította meg: „E szinte csontvázzá meztelenített, csaknem riasztóan egyszerű zenei világban rend uralkodik, valamilyen titokzatos szükségszerűség, titokzatos törvény fűzi össze a hangokat.”